# Terminator Salvation
Terminator Salvation is een Amerikaanse sciencefictionfilm die op 14 mei 2009 in première ging in de Verenigde Staten. De productie vormt het begin van een nieuwe Terminator-reeks die een ander hoofdstuk van het verhaal beschrijft dan dat in de eerste trilogie, waarin het personage van Arnold Schwarzenegger centraal stond. Christian Bale speelt ditmaal de rol van John Connor.
Schwarzenegger is in Terminator Salvation niet langer aanwezig. Volgens Harry Sloan van MGM was hij in het contract dat hij voor Terminator 3 afsloot, wel akkoord gegaan om een kleine rol te spelen in Terminator 4. Het door Schwarzenegger tot dusver gestalte gegeven prototype van de T-800 wordt in Salvation vertolkt door de eveneens Oostenrijkse bodybuilder Roland Kickinger.

## Verhaal
De film speelt zich af in post-apocalyptisch 2018. John Connor is opgevoed met het idee dat zijn lot het leiden van de opstand tegen Skynet en haar leger van Terminators is. De toekomst die hij voorzag wordt veranderd door de komst van Marcus Wright, een vreemdeling wiens enige herinnering is dat hij in de dodencel zat. Connor moet bepalen of Marcus gezonden is vanuit de toekomst, of gered is vanuit het verleden. Samen trekken ze ten strijde tegen Skynet.
De film kan zowel worden gezien als een vervolg dat zich 14 jaar na Terminator 3: Rise of the Machines afspeelt, als een voorgeschiedenis die de gebeurtenissen toont die uiteindelijk zullen leiden tot de reis terug in de tijd (naar 1984) van Kyle en de T-800, zoals getoond in The Terminator. Volgens regisseur McG staat de film op zichzelf, buiten de originele Terminator-serie.

## Rolverdeling
- Christian Bale - John Connor, de leider van de opstand tegen de machines. Dit personage werd eerder vertolkt door Edward Furlong en Nick Stahl in respectievelijk Terminator 2: Judgement Day en Terminator 3: Rise of the Machines. In de televisieserie 'Terminator: The Sarah Connor Chronicles speelt Thomas Dekker John Connor.
- Sam Worthington - Marcus Wright.
- Anton Yelchin - Kyle Reese. In de eerste twee The Terminator-films speelt Michael Biehn dit personage dat terugreist naar 1984 om Sarah Connor te redden van de T-800. In de televisieserie wordt hij vertolkt door Jonathan Jackson. Yelchin speelt Kyle wanneer hij nog een tiener is.
- Bryce Dallas Howard - Kate Connor. John Connor's vrouw. Eerder vertolkt door Claire Danes in Terminator 3: Rise of the Machines.
- Moon Bloodgood - Blair Williams, piloot
- Common - Barnes, een vrijheidsstrijder
- Roland Kickinger - T-800 terminator
- Helena Bonham Carter - Dr. Serena Kogan
- Jadagrace - Star
- Chris Ashworth - Richter
- Chris Browning - Morrison
- Michael Ironside - Generaal Ashdown
- Jane Alexander - Virgina

## Muziek
De originele filmmuziek is gecomponeerd door Danny Elfman. In de film hoor je ook de nummers "Rooster" van Alice in Chains" (ook uitgebracht op de soundtrack), "You Could Be Mine" van Guns N' Roses en "The Terminator Theme" van componist Brad Fiedel, oorspronkelijk uit de eerste film.

## Ontvangst en opbrengst
Terminator Salvation werd in Amerika redelijk ontvangen met op Metacritic een gemiddelde score van 52 op een maximum van 100, maar op Rotten Tomatoes was slechts 32% van de beoordelingen positief. Op IMDb deed de film het een stuk beter met een gemiddelde van een 7,0.
Het budget van Terminator Salvation was 200 miljoen dollar. In Amerika bracht de film in totaal 125.286.889 dollar op en wereldwijd 371.353.001 dollar, waarmee het budget bijna tweevoudig werd terugverdiend.